# 中国医学科学院基础医学研究所
中国医学科学院基础医学研究所是中华人民共和国的一所基础医学研究机构，隶属于中国医学科学院北京协和医学院，前身是1958年成立的中国医学科学院实验医学研究所。